# George Stubbs

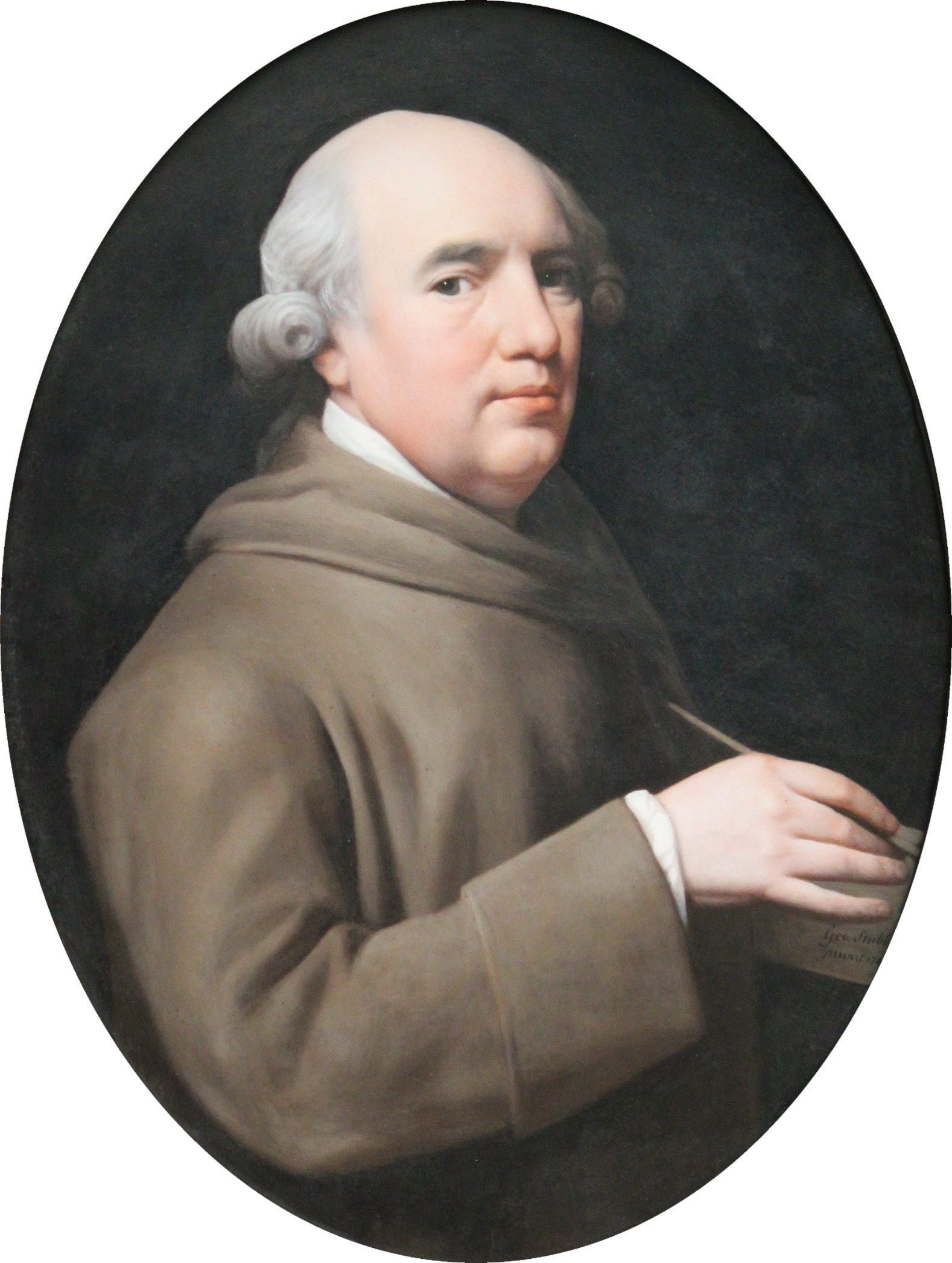
George Stubbs, Autoritratto, 1781, 67,6 × 51,1 cm, National Portait Gallery, Londra

 (Liverpool, 25 agosto 1724 – Londra, 10 luglio 1806) è stato un pittore britannico, divenuto famoso per i suoi quadri di cavalli.

## Biografia

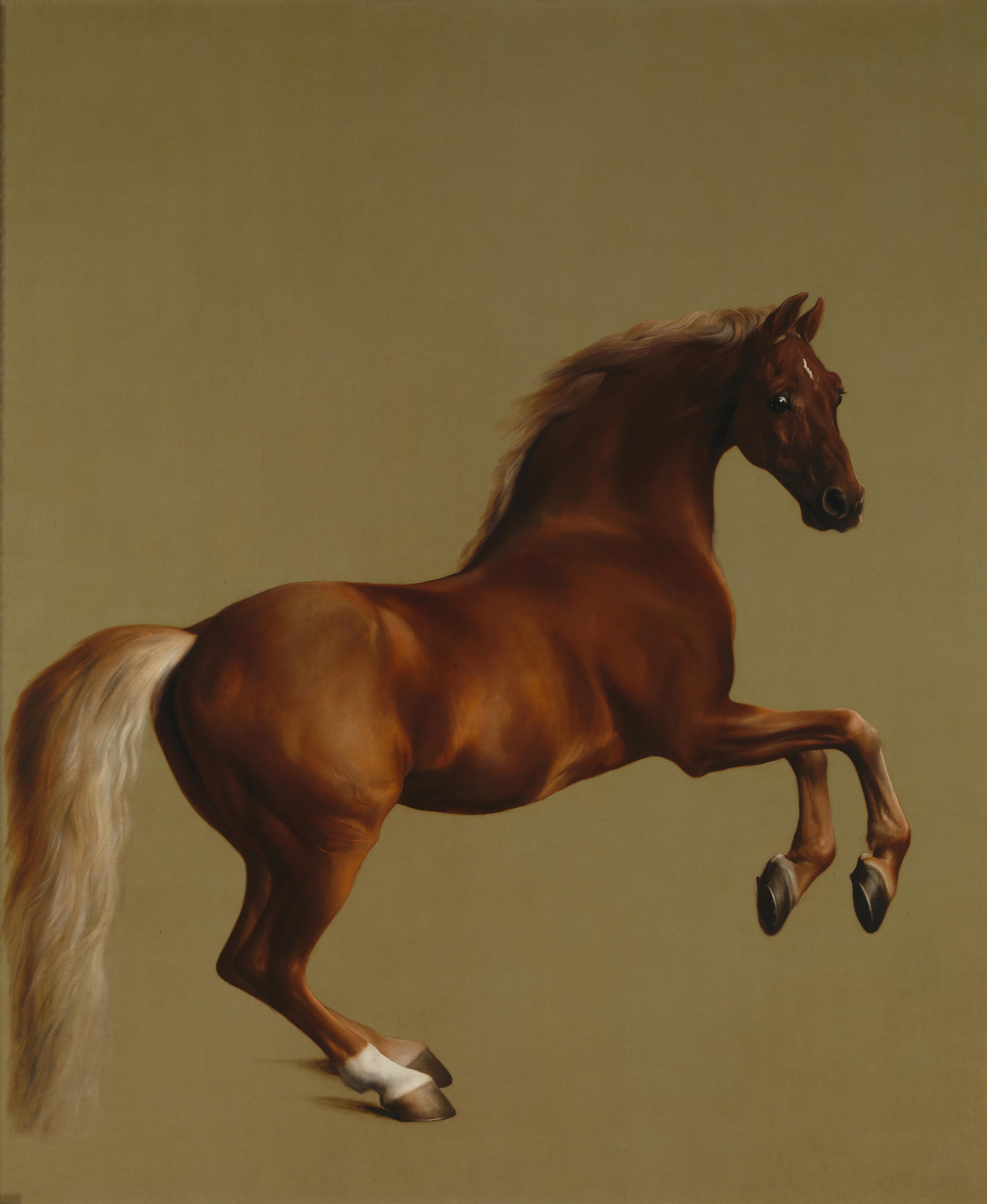
Whistlejacket. National Gallery, Londra.

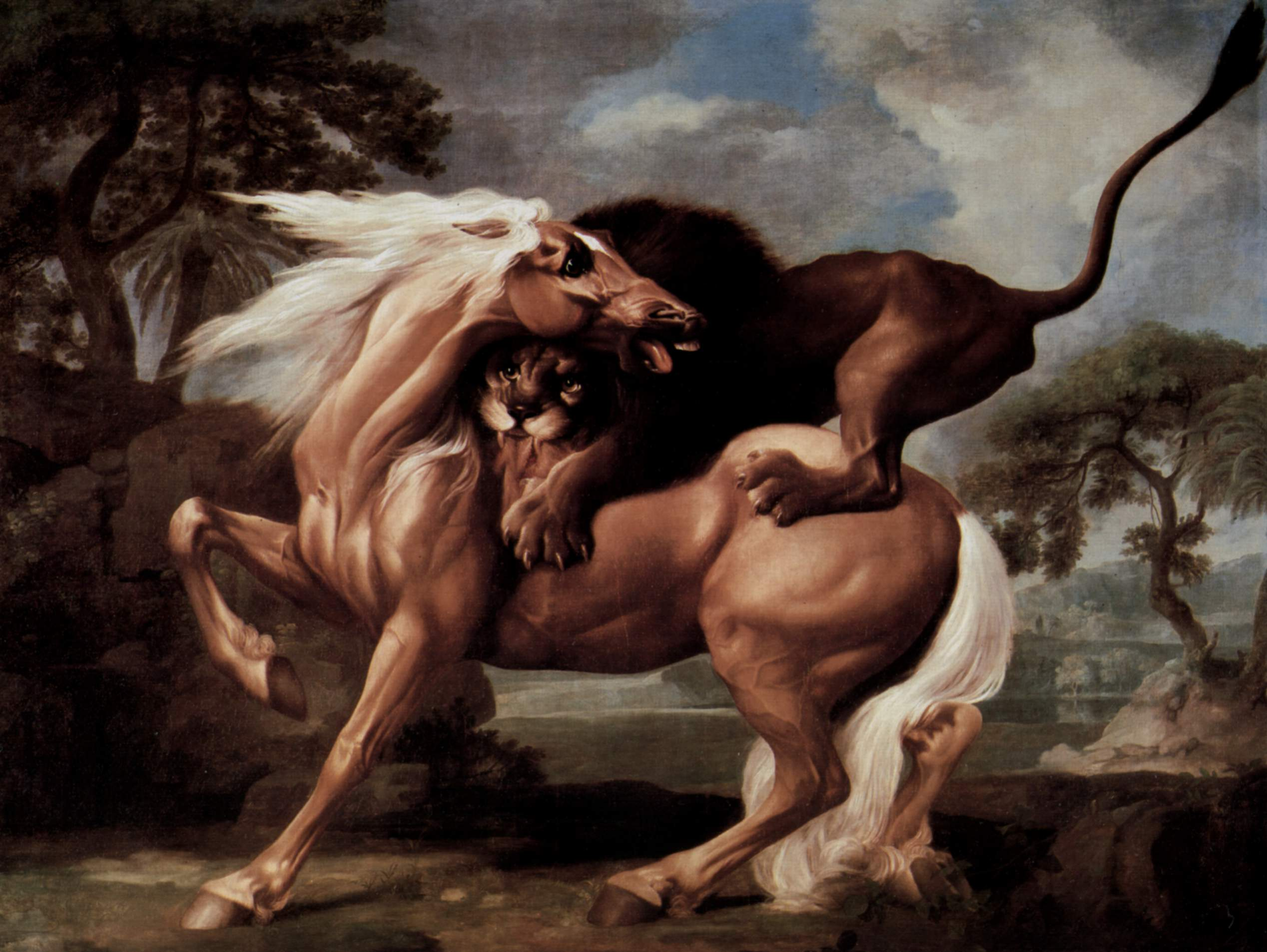
George Stubbs, Leone che attacca un cavallo Yale Center for British Art (New Haven, Connecticut)

Canguro, dipinto di George Stubbs del 1772 su commissione di Joseph Banks

George Stubbs nacque il 25 agosto 1724 a Liverpool da un mercante di pelli. Ci restano scarsissime notizie biografiche prima che compisse trentacinque anni: sappiamo, tuttavia, che fino all'età di quindici o sedici anni il giovane George lavorò insieme al padre, dopo la morte del quale, avvenuta nel 1741, fu per un breve periodo apprendista di Harriet Winstanley, pittore ed incisore nativo del Lancashire. Verso il 1745 Stubbs abbandonò la sua città natia per lavorare come ritrattista a a Wigan, a Leeds e finalmente a York. Qui proseguì la sua formazione presso lo York Country Hospital, dove studiò anatomia umana; si trattava di una materia di cui era appassionato sin da piccolo, tanto che una delle sue prime opere fu un insieme di illustrazioni per un libro di ginecologia, pubblicato nel 1751.
Nel 1754 Stubbs, con l'aiuto di amici e protettori, si recò in Italia e, forse, in Marocco. Affermò di essere in grado di imparare esclusivamente dalla natura. Al ritorno dal viaggio decise di trasferirsi nel villaggio di Horkstow, dove prese in affitto una fattoria solitaria, per dissezionare cavalli e studiarne l'anatomia: fece questo per circa diciotto mesi, grazie anche all'aiuto della moglie Mary Spencer. Intorno al 1759 si trasferì a Londra e nel 1766 pubblicò L'anatomia dei cavalli: si trattava di un'opera dove l'anatomia equina era indagata con grande lucidità e notevole afflato artistico e creativo e che fu molto apprezzata.
Nel 1759 il terzo Duca di Richmond gli commissionò tre grandi quadri e la sua carriera artistica decollò. Già nel 1763 aveva prodotto opere per molte personalità dell'aristocrazia e fu in grado di acquistare una casa a Marylebone, un quartiere alla moda di Londra, dove visse per il resto della sua vita.
La sua opera più famosa è Whistlejacket, il dipinto di un cavallo rampante, commissionato dal secondo Marchese di Rockingham, oggi esposto alla National Gallery di Londra. Nel corso del 1760 acquistò una vasta notorietà come «pittore equestre», rappresentando cavalli individuali o in gruppo, accompagnati talvolta da cani o più spesso dai loro scudieri. Nel frattempo continuò ad accettare commissioni per ritratti di persone e anche ritratti di gruppo. Dal 1761-1776 espose presso la Società degli Artisti, ma nel 1775 passò alla recente, ma già prestigiosa, Royal Academy. Dalla fine del 1760 Stubbs iniziò a eseguire pitture a smalto su placche di ceramica, appositamente realizzate da Josiah Wedgwood: con questo nuovo genere, di cui si può dire che sia stato l'iniziatore, egli sperava di trarne notevole profitto, ma al contrario fu sommerso di debiti.
Stubbs lavorò alacremente sino alla vecchiaia. Nel 1780 produsse una serie pastorale, chiamata Haymakers e Reaper e nel 1790 godette del patrocinio del Principe di Galles, che dipinse in groppa a un cavallo, nel 1791. Il suo ultimo progetto, iniziato nel 1795, è stata un'esposizione di anatomia comparata della struttura del corpo umano con quello di una tigre e una gallina comune: quindici incisioni che apparvero tra il 1804 e il 1806. Il progetto è rimasto incompiuto. Morì a Londra il 10 luglio 1806 all'età di 81 anni.